# Géus-d'Arzacq
Géus-d'Arzacq è un comune francese di 178 abitanti situato nel dipartimento dei Pirenei Atlantici nella regione della Nuova Aquitania.

## Società

### Evoluzione demografica
Abitanti censiti